# Благодатно-Егоровский
Благода́тно-Его́ровский — хутор в Неклиновском районе Ростовской области.
Входит в состав Васильево-Ханжоновского сельского поселения.

## Население
| 2010 |
| ---- |
| 22   |

## Улицы
На хуторе имеется одна улица — Октябрьская.